# Giovani dos Santos
Giovani dos Santos Ramírez, også kendt som Giovani (født 11. maj 1989 i Monterrey) er en mexicansk fodboldspiller, der er professionel i Club América i sit hjemland.
Giovani dos Santos var en af de bærende spillere på det mexicanske U-17 landshold, der i 2005 blev verdensmestre. Han har spillet for flere klubber, heriblandt FC Barcelona og Villarreal CF, og han fik i sommeren 2007 dobbelt (spansk og mexicansk) statsborgerskab, der gjorde det muligt for Barcelona at bruge ham på førsteholdet uden at belaste kvoten af ikke-EU-spillere. 
Han fik debut for Mexicos landshold i 2007 og har spillet over 100 landskampe. Hans største triumf med landsholdet var sejren i OL-turneringen i 2012 i London. Ved legene vandt Mexico sin indledende pulje med blandt andet en 2-0-sejr over Gabon, hvor Giovani scorede begge målene. Han scorede også i forlænget spilletid, da mexicanerne vandt 4-2 over Senegal. I semifinalen vandt Mexico 3-1 over Japan, mens det i finalen blev 2-1 over Brasilien.
Giovani kommer fra en fodboldfamilie, idet hans far Gerardo dos Santos (kendt som Zizinho) var professionel fodboldspiller, og det samme gælder hans bror Jonathan dos Santos, som han i øvrigt et par år spillede sammen med hos Los Angeles Galaxy.